# Lucky (canción de Jason Mraz)
«Lucky» es una canción interpretada por Jason Mraz y Colbie Caillat. Es el tercer sencillo del tercer álbum de estudio de Jason Mraz, We Sing. We Dance. We Steal Things. La canción ha estado en las listas de Billboard y en otras listas musicales del mundo. Se grabó una canción en español, titulada Suerte, junto con la cantante mexicana Ximena Sariñana para la reedición latinoamericana del álbum. Glee, la serie norteamericana del canal FOX en Estados Unidos rindió homenaje a esta canción en el episodio 4 de su segunda temporada

## Concepto e interpretaciones
En una entrevista con VH1, Mraz sostuvo que "interpretó un juego para escribir canciones" con amigos para ver cómo iría la letra. Mraz y Caillat interpretaron la canción en Saturday Night Live el 31 de enero de 2009. Volvieron a interpretar la canción en febrero del mismo año para el The Ellen DeGeneres Show.

## Video musical
El video fue filmado en Praga (República Checa) y fue lanzado el 16 de enero de 2009. Las apariciones de Mraz y Caillat en el video fueron filmadas de forma separada. El video sigue el contexto de la canción y presenta a Mraz y Caillat cantando sus respectivos versos.
El video se inicia con una vista de una plaza. Mraz es mostrado preparándose para encontrarse con alguien. Caillat se encuentra en un área al lado del mar y se sienta en la playa cuando la canción empieza. Mraz se alista y sale a la plaza. Caillat continúa cantando la canción caminado al lado del mar y jugando con su bufanda. Mraz y Caillar cantan la canción estando en lugares separados. Las escenas son intercaladas con la toma de un acercamiento a un auto y a Mraz llegando finalmente a la Plaza de la Ciudad Vieja en Praga y se detiene frente a la estatua en memoria de Jan Hus. Tanto Mraz como Caillat miran hacia atrás y el video termina implicando que ambos se vieron.
El video de la versión en español de la canción fue grabado en Los Ángeles junto la cantante de México:Ximena Sariñana.

## Desempeño en listas musicales
"Lucky" debutó el 31 de enero de 2009 en el Billboard Hot 100 en la posición 96. Esa misma semana, debutó en la posición 84 Pop 100. La siguiente semana, la canción ascendió del puesto 84 hasta el 48. En el Hot Adult Top 40 Tracks, la canción se encuentra entre las 10 primeras, con el 9.º lugar.
En los Países Bajos, la canción se ha ubicado en la posición 27 y, luego, 8 de los Dutch Top 40. También ingresó en el Swiss Singles Chart en el lugar 34, pero empezó a decaer en las siguientes semanas.
En el Canadian Hot 100, la canción ingresó en el puesto 70, para luego ascender al 56. La canción volvió a ingresa en las listas canadienses el 30 de abril de 2009 en el puesto 99.

### Listas musicales
| Listas (2008/2009)                           | Máxima posición |
| -------------------------------------------- | --------------- |
| Canadian Hot 100                             | 56              |
| Dutch Top 40                                 | 10              |
| Swiss Singles Chart                          | 21              |
| U.S. Billboard Hot 100                       | 48              |
| U.S. Billboard Pop 100                       | 48              |
| U.S. Billboard Hot Adult Top 40 Tracks       | 9               |
| U.S. Billboard Hot Adult Contemporary Tracks | 14              |